# I’m a Celebrity … Get Me Out of Here!
I’m a Celebrity … Get Me Out of Here! ist ein Reality-Fernsehformat, das erstmals 2002 im Vereinigten Königreich ausgestrahlt wurde. Das Konzept wurde von elf weiteren Ländern übernommen, unter anderem folgte im Jahr 2003 die erste US-amerikanische Ausgabe mit dem Titel I’m a Celebrity … Get Me Out of Here!, die von ABC ausgestrahlt wurde. Am erfolgreichsten läuft das Dschungelcamp in England (21 Staffeln bis Februar 2022) und in Deutschland (18 Staffeln bis Februar 2025).

## Internationale Versionen
Legende:
| Land                   | Titel                                    | Drehort                                                                                          | Sender                                           | Staffel, Jahr: Gewinner | Moderation                                                                                    |
| ---------------------- | ---------------------------------------- | ------------------------------------------------------------------------------------------------ | ------------------------------------------------ | --- | --------------------------------------------------------------------------------------------- |
| Australien             | I’m a Celebrity … Get Me Out of Here!    | Südafrika (Kruger-Nationalpark) (2015–2020, 2023–) Australien (Murwillumbah) (2021–2022)         | Network Ten                                      | Staffel 1, 2015: Andrew Flintoff Staffel 2, 2016: Brendan Fevola Staffel 3, 2017: Casey Donovan Staffel 4, 2018: Fiona O’Loughlin Staffel 5, 2019: Richard Reid Staffel 6, 2020: Miguel Maestre Staffel 7, 2021: Abbie Chatfield Staffel 8, 2022: Dylan Lewis Staffel 9, 2023: Liz Ellis Staffel 10, 2024: Skye Wheatley | Chris Brown (2015–2023) Julia Morris (2015–) Robert Irwin (2024–)                             |
| Dänemark               | Jeg Er En Celebrity … Få Mig Væk Herfra! | Südafrika (Kruger-Nationalpark)                                                                  | TV3                                              | Staffel 1, 2015: Gustav Salinas | Jakob Kjeldbjerg Lasse Rimmer                                                                 |
| Deutschland            | Ich bin ein Star – Holt mich hier raus!  | Australien (Murwillumbah) (2004–2020, 2023–) Südafrika (Kruger-Nationalpark) (2022)              | RTL Television                                   | Staffel 1, Anfang 2004: Costa Cordalis Staffel 2, Ende 2004: Désirée Nick Staffel 3, 2008: Ross Antony Staffel 4, 2009: Ingrid van Bergen Staffel 5, 2011: Peer Kusmagk Staffel 6, 2012: Brigitte Nielsen Staffel 7, 2013: Joey Heindle Staffel 8, 2014: Melanie Müller Staffel 9, 2015: Maren Gilzer Staffel 10, 2016: Menderes Bağcı Staffel 11, 2017: Marc Terenzi Staffel 12, 2018: Jenny Frankhauser Staffel 13, 2019: Evelyn Burdecki Staffel 14, 2020: Prince Damien Staffel 15, 2022: Filip Pavlović Staffel 16, 2023: Djamila Rowe Staffel 17, 2024: Lucy Diakovska Staffel 18, 2025: Lilly Becker | Dirk Bach (2004–2012) Daniel Hartwich (2013–2022) Sonja Zietlow (2004–) Jan Köppen (2023–)    |
| Frankreich             | Je suis une célébrité, sortez-moi de là! | Brasilien (Teresópolis) (2006) Südafrika (Kruger-Nationalpark) (2019)                            | TF1                                              | Staffel 1, 2006: Richard Virenque Staffel 2, 2019: Gérard Vivès | Jean-Pierre Foucault (2006) Christophe Dechavanne (2006) Laurence Boccolini (2019)            |
| Indien                 | Iss Jungle Se Mujhe Bachao               | Malaysia (Taman Negara)                                                                          | Sony                                             | Staffel 1, 2009: Mona Wasu | Mini Mathur Yudhishthir Urs                                                                   |
| Kanada                 | Sortez-moi d’ici!                        | Costa Rica                                                                                       | TVA                                              | Staffel 1, 2023: – | Jean-Philippe Dion Alexandre Barrette                                                         |
| Niederlande            | Bobo’s in the bush                       | Indonesien (Borneo) (2003–04) Brasilien & Argentinien (2008)                                     | RTL 5                                            | Staffel 1, 2003: Danny Rook Staffel 2, 2004: Anouk van Nes Staffel 3, 2008: Ferri Somogyi |                                                                                               |
| Niederlande            | Ik Ben Een Ster, Haal Me Hier Uit!       | Suriname                                                                                         | RTL 5                                            | Staffel 1, 2014: Mathijs Vrieze | Jan Kooijman Nicolette Kluijver                                                               |
| Rumänien               | Sunt celebru, scoate-mă de aici!         | Südafrika (Kruger-Nationalpark)                                                                  | Pro TV                                           | Staffel 1, 2015: Cătălin Moroşanu | Cabral Ibacka Mihai Bobonete                                                                  |
| Schweden               | Kändisdjungeln                           | Malaysia (Taman Negara)                                                                          | TV4 (Schweden) MTV3 (Finnland) TV 2 (Norwegen)   | Staffel 1, 2009: Karl Petter Bergvall | David Hellenius Tilde de Paula                                                                |
| Ungarn                 | Celeb vagyok … ments ki innen!           | Argentinien (Aristóbulo del Valle, Misiones) (2008) Südafrika (Kruger-Nationalpark) (2014, 2017) | RTL Klub                                         | Staffel 1, Okt. 2008: Mariann Falusi Staffel 2, Okt.–Nov. 2008: Andrea Keleti Staffel 3, Okt. 2014: Zsolt Erdei Staffel 4, Okt.–Nov. 2014: Andrea Molnár Staffel 5, 2017: Péter Kabát | Balázs Sebestyén (2008, 2014) János Vadon (2008, 2014) Ramóna Kiss (2017) Péter Puskás (2017) |
| Vereinigtes Königreich | I’m a Celebrity … Get Me Out of Here!    | Australien (Murwillumbah) (2002–2019) Wales (Abergele) (2020–)                                   | ITV TV3 (Irland) (2004–2011) 3e (Irland) (2012–) | Staffel 1, 2002: Tony Blackburn Staffel 2, 2003: Phil Tufnell Staffel 3, Anfang 2004: Kerry Katona Staffel 4, Ende 2004: Joe Pasquale Staffel 5, 2005: Carol Thatcher Staffel 6, 2006: Matt Willis Staffel 7, 2007: Christopher Biggins Staffel 8, 2008: Joe Swash Staffel 9, 2009: Gino D’Acampo Staffel 10, 2010: Stacey Solomon Staffel 11, 2011: Dougie Poynter Staffel 12, 2012: Charlie Brooks Staffel 13, 2013: Kian Egan Staffel 14, 2014: Carl Fogarty Staffel 15, 2015: Vicky Pattison Staffel 16, 2016: Scarlett Moffatt Staffel 17, 2017: Georgia Toffolo Staffel 18, 2018: Harry Redknapp Staffel 19, 2019: Jacqueline Jossa Staffel 20, 2020: Giovanna Fletcher Staffel 21, 2021: Danny Miller Staffel 22, 2022: Jill Scott Staffel 23, 2023: Sam Thompson | Declan Donnelly Anthony McPartlin (2002–2017, seit 2019) Holly Willoughby (2018)              |
| Vereinigte Staaten     | I’m a Celebrity … Get Me Out of Here!    | Australien (Murwillumbah) (2003) Costa Rica (2009)                                               | ABC (2003) NBC (2009)                            | Staffel 1, 2003: Cris Judd Staffel 2, 2009: Lou Diamond Phillips | John Lehr (2003) Damien Fahey (2009) Myleene Klass (2009)                                     |